# Smakupplevelse
Smakupplevelse, smakperception eller arom är ett aktivt samarbete mellan flera olika sinnen. Främst berör de smak-, lukt- och känselsinnet.
När mat eller dryck bearbetas i munnen frigörs olika ämnen. Dessa kan dels registreras av smaklökarna i munnen, dels – om de är lättflyktiga – kan ta sig upp i näshålan och registreras av luktreceptorerna där. Samtidigt påverkar ämnenas struktur och temperatur också olika känselsinnen, vilket om det upplevs negativt motsvarar en sorts irritation. Det är det samlade intrycket av allt detta som ger en upplevelse av vad något smakar.
Smakupplevelsen tydliggörs genom personens förmåga att förnimma, hålla isär, bedöma styrkan hos och identifiera ursprunget till upplevelsen. Olika personer har olika preferens för olika smaker, vilket påverkar smakupplevelsen.